# 沿海閩語
沿海閩語是語言學界在二十世紀中期提出的一個閩語分支，與沿山閩語相對。沿海閩語下面包括閩東語、莆仙語、閩南語和瓊雷話，全部分佈在沿海地區。

## 內部分群
早期，語言學家基於研究福州話和廈門話之間的差別，將閩語分為「閩北方言」和「閩南方言」兩片。1957年中國大陸進行的漢語方言普查發現，閩語之間的差別主要是在東西之別，而非南北之別，因而「閩南、閩北分區法」被逐漸廢棄。
1963年，潘茂鼎及其同事首次提出沿海閩語，並將其下分為三類：
- 閩東語：以福州話及福安話做為代表，分佈於福建東北部福州市、寧德市和福安縣等地。
- 莆仙語：分佈於福建中部沿海莆田市和仙遊縣。
- 閩南語：分佈於福建南部廈門、漳州和泉州，以及廣東東部潮州、揭陽和汕頭。

語言學者發現閩南（含現在已獨立劃出的瓊雷話）、莆仙、閩東三語間的一致性很大，因此把它們合稱為「閩語東三區」。近年來，隨著閩語更深入的研究，將瓊雷話從閩南語中分出，並將這四種語言合稱沿海閩語。

### 分支
關於沿海閩語內部譜系尚在爭論中，目前根據莆仙語與閩南語、閩東語關係遠近，分為兩派：
- 與閩東語關係較近：張裕宏[5]認為莆仙語與閩東語關係密切[6]:158。吳瑞文透過比較原始閩語聲母 *dz，送氣濁音去聲字，以及韻母 *iɑi、*iɑn、*iɑt 的演變，主張類似說法[6]:173。
- 與閩南語關係較近：1980年代，包擬古根據原始閩語送氣邊音及鼻音 *mh、*nh、*ŋh、*lh 主張原始閩南-興化語 (proto-Southern Min-Hinggua)[6]:158。1990年代前後，根據包拟古[7]、李如龍和陳章太[8]的研究，發現莆仙語與閩南語關係密切。郭必之試探性地繪製了閩語支之譜系樹[9]，下圖呈現沿海閩語及其底下語言之間的關係：

|  | 閩東語                                            |
|  |                                                   |
|  | \| \| 莆仙語 \| \| \| \| \| \| 閩南語 \| \| \| \| |
|  |                                                   |
|  | 莆仙語                                            |
|  |                                                   |
|  | 閩南語                                            |
|  |                                                   |

|  | 莆仙語 |
|  |        |
|  | 閩南語 |
|  |        |

|  | 閩東語                                            |
|  |                                                   |
|  | \| \| 莆仙語 \| \| \| \| \| \| 閩南語 \| \| \| \| |
|  |                                                   |
|  | 莆仙語                                            |
|  |                                                   |
|  | 閩南語                                            |
|  |                                                   |

|  | 莆仙語 |
|  |        |
|  | 閩南語 |
|  |        |

## 特色
沿海閩語屬於較典型的閩語，其內部的差異比沿山閩語小。沿海閩語中的文白異讀比沿山閩語更多，在多音字連讀的時候，廣泛存在連讀變調、連讀變聲乃至連讀變韻的現象。各沿海閩語中，撮口呼字比較少甚至不存在，在入聲字中大多保留有塞音韻尾:216-217。